# Grundsicherung
Als Grund- oder Mindestsicherung, auch Grundversorgung, werden pauschalierte Sozialleistungen bei Hilfebedürftigkeit zur Sicherstellung des Existenzminimums bezeichnet. Hervorgegangen sind diese Leistungen aus der Armenhilfe bzw. -fürsorge.

## Mindestsicherungssysteme in der EU
Grund- bzw. Mindestsicherungssysteme zur Vermeidung von Armut bestehen in den meisten europäischen Staaten. Alle EU-Bürger erhalten bei Zuzug in ein anderes EU-Land Grundsicherungsleistungen zu den Bedingungen des jeweiligen anderen Staates. Auch neben einer allgemeinen und existenzsichernden Grundrente (Bsp.: die schwedische „Volksrente“, ab 1999 Garantierente) sind zur Armutsvermeidung Sozialhilfeleistungen erforderlich, da bestimmte Personengruppen (unter anderem Migranten) andernfalls keine existenzsichernden Leistungen erhalten würden. 
Nach der Rechtsprechung des Europäischen Gerichtshofs (EuGH) kann eine Leistung als eine Leistung der sozialen Sicherheit betrachtet werden, wenn sie den Begünstigten aufgrund eines gesetzlich umschriebenen Tatbestands ohne jede im Ermessen liegende individuelle Prüfung der persönlichen Bedürftigkeit gewährt wird und wenn sie sich auf eines der in Art. 3 Abs. 1 der Verordnung (EWG) Nr. 1408/71 ausdrücklich aufgezählten Risiken bezieht. Dem Begriff „Sozialhilfeleistungen des Mitgliedstaats“ ist eine eigenständige Bedeutung im Unionsrecht zuerkannt. Somit ist es einem Mitgliedstaat zum Beispiel untersagt, die Grundsicherung aus anderen Gründen als der Bedürftigkeit (eheähnliche Gemeinschaft usw.) zu verweigern.
Die meisten europäischen Länder zahlen weniger als 50 Prozent des verfügbaren äquivalenzgewichteten Medianeinkommens als Mindestsicherung. Nur Finnland, Dänemark und die Niederlande sowie Irland und Großbritannien zahlen mehr. In Südeuropa war Portugal vor der Finanzkrise 2007 das einzige Land mit einem Mindestsicherungssystem. Seitdem haben Spanien, Italien und Griechenland mit dem Aufbau solcher Systeme begonnen. In den osteuropäischen Ländern ist das Niveau der Mindestsicherung in der Regel sehr niedrig, so dass weniger als 30 Prozent der Bedürftigen überhaupt Leistungen bekommen.
Die deutsche Grundsicherung liegt bei Alleinstehenden im oberen Mittelfeld, unterhalb einer Gruppe mit Dänemark, Schweden, Finnland, den Niederlanden und Irland. Bei Paaren mit zwei Kindern liegt die Grundsicherung in Deutschland dagegen im oberen Drittel und bei Alleinerziehenden mit zwei Kindern ist sie am großzügigsten in Europa. Regelungen zur Übernahme von anfallenden Wohnkosten existieren in knapp drei Viertel der europäischen Staaten. In Dänemark, den Niederlanden und in Österreich beinhaltet die Grundsicherung anteilig eine Pauschale für die Wohnkosten. In Deutschland werden die tatsächlichen Kosten der Unterkunft, Miete und Heizung, übernommen.
Im Mai 2021 einigten sich die Mitgliedsstaaten der EU in Porto auf die Umsetzung der „Europäischen Säule sozialer Rechte“. Langfristiges Ziel ist es, die Mindestsicherungssysteme in Europa einander anzugleichen. Die Ausgestaltung der sozialen Mindestsicherung ist allerdings noch immer den Mitgliedsstaaten überlassen.  Modelle zur Weiterentwicklung der bestehenden Mindestsicherungssystem reichen von einer negativen Einkommenssteuer oder einem bedingungslosen nationalen, beziehungsweise europäischen Grundeinkommen bis zur Bereitstellung sozialer Infrastruktur von Seiten der Nationalstaaten.

## Nationales

### Deutschland
Als Grundsicherung wird in Deutschland eine aus Steuergeldern finanzierte Sozialleistung bezeichnet, die es den Leistungsberechtigten ermöglichen soll, ein Leben zu führen, das der Würde des Menschen entspricht. Das Sozialgesetzbuch (SGB) unterscheidet zwischen der Grundsicherung für Arbeitssuchende nach dem Zweiten Buch Sozialgesetzbuch (§ 1 Abs. 1 SGB II) und der Grundsicherung im Alter und bei Erwerbsminderung nach dem Zwölften Buch Sozialgesetzbuch (§ 1 Satz 1, §§ 41 bis 46b SGB XII).
Die im SGB II geregelte Grundsicherung für Arbeitssuchende (Arbeitslosengeld II und Sozialgeld) wurde zum 1. Januar 2023 in „Bürgergeld“ umbenannt (§ 19 Abs. 1 SGB II). Die Grundsicherung im Alter und bei Erwerbsminderung ist dagegen eine Form der Sozialhilfe (§ 8 Nr. 2 SGB XII).
Zur Einführung einer Kindergrundsicherung will das Bundesfamilienministerium nach der parlamentarischen Sommerpause 2023 einen Gesetzentwurf vorlegen.
Das ifo Institut für Wirtschaftsforschung kritisiert im Mai 2021 in einer Studie die Praxis der Grundsicherung: Das System wirkt, als wäre es gemacht, um es den Empfängern schwer zu machen. Es gibt Fragen, die sind mit doppelter Verneinung so kompliziert gestellt, dass ich nicht weiß, ob ich ja oder nein ankreuzen muss. Nach seinen Recherchen spare der Staat zwischen sechs und zehn Milliarden Euro pro Jahr, weil Berechtigte ihnen zustehende Leistungen nicht in Anspruch nehmen. Die Grundsicherung werde derzeit durch rund 175 Bestimmungen geregelt. Peichl sieht maximal fünf Bestimmungen als angemessen an und hält eine radikale Vereinfachung für möglich und nötig.

### Österreich
In Österreich wurde die bedarfsorientierte Mindestsicherung – als Ersatz für die auf Länderebene organisierte Sozialhilfe – ab 1. September 2010 eingeführt.
Arbeitslose erhalten aber nach wie vor im Anschluss an das befristete Arbeitslosengeld eine als Versicherungsleistung konzipierte Notstandshilfe, die einen individuellen Lebensstandard auf niedrigem Niveau ermöglicht. Diese kann abhängig von deren Höhe durch die bedarfsorientierte Mindestsicherung ergänzt werden.
Außerdem gibt es für Asylwerber die Grundversorgung.

### Schweiz
In der Schweiz gibt es kantonale Regelungen mit stark unterschiedlichen Leistungen, siehe Sozialhilfe (Schweiz).

### Spanien
Am 10. Juni 2020 hat das spanische Parlament – ohne Gegenstimmen, bei nur 52 Enthaltungen – ein Gesetz zur Grundsicherung beschlossen. Darin steht, dass die berechtigten Haushalte – je nach Größe und Zusammensetzung – zwischen 462 und 1015 Euro pro Monat erhalten. Anspruchsberechtigt sind die Personen zwischen 23 und 65 Jahren, die seit mindestens drei Jahren einen selbstständigen Haushalt führen, ein Jahr sozialversicherungspflichtig waren und deren Einkommen pro Person im Haushalt unter 230 Euro im Monat liegt.

### Weitere Länder in Europa
- Frankreich hat 2009 die Sozialhilfe Revenu minimum d’insertion (RMI) durch die neue Mindestsicherung Revenu de solidarité active (RSA) ersetzt.

- Italien hat 2017 die Sozialhilfe Reddito di inclusione (REI) eingeführt. Die Aufführung zielt darauf ab, bedürftigen Menschen eine sofortige und konkrete finanzielle Unterstützung (von 187,50 € bis 534 € pro Monat) zu bieten und sie gleichzeitig zur sozialen und beruflichen Eingliederungen zu führen. 2019 wurde die Sozialhilfe Reddito di Cittadinanza (RDC) eingeführt. Die Leistung ist sehr ähnlich der deutschen Grundsicherung für Arbeitssuchende und ersetzt die bisherige Sozialhilfe REI. Die Unterstützung beträgt 780 € pro Monat für Alleinstehende, bis zu 1180 € pro Monat für eine Familie mit zwei Erwachsenen und zwei minderjährigen Kindern und bis zu 1.280 € pro Monat für eine Familie mit zwei Erwachsenen und mit einem minderjährigen Kind und einem Erwachsenen. 2024 wurden bedürftige Alleinstehende vom Bezug ausgeschlossen.[13]

Als einziges EU-Mitgliedsland ohne allgemeine bedarfsorientierte Mindestsicherung nennt die europäische Missoc-Statistik Griechenland.